# RGS Automobile Components
RGS Automobile Components Ltd war ein britischer Hersteller von Automobilen.

## Unternehmensgeschichte
Richard G. Shattocks („RGS“) übernahm 1949 die Reste von Atalanta Motors. Ab 1950 baute er unter der Bezeichnung RGS Atalanta vereinzelte Rennsportwagen auf Atalanta-Chassis mit Motoren von Jaguar oder Aston Martin. Weil er vom Konzept des Fahrgestells immer noch überzeugt war, übernahm er 1953 das komplette verbliebene Inventar, gründete sein eigenes Unternehmen in Windsor und begann noch im gleichen Jahr mit der Herstellung von Automobilen. Der Markenname blieb RGS Atalanta. Die Produktion dauerte, je nach Quelle, noch bis 1958 oder 1962. Insgesamt entstanden etwa 100 Fahrzeuge.

## Fahrzeuge

### Verkaufte Fahrzeuge
Die ersten zwölf Fahrzeuge verfügten über ein gewöhnliches Fahrgestell. Später im Jahr 1953 entwarf John Griffith einen Leiterrahmen, der fortan die Basis der Fahrzeug bildete. Die Karosserie bestand aus Fiberglas, was ungewöhnlich für ein britisches Fahrzeug der damaligen Zeit war. Karosseriehersteller war zunächst North East Coast Yacht Building & Engineering Company Ltd, ab 1958 Precision Reinforced Mouldings Ltd und danach Microplas.
Weiterhin erhielten die meisten Fahrzeuge Jaguar-Motoren; Shattocks lieferte aber auf Wunsch auch Versionen mit Motoren von Bentley, Aston Martin, Lea-Francis oder mit gebrauchten V12-Motoren von Lincoln (deren Produktion endete nach 1948). Die meisten RGS Atalanta wurden als Kit geliefert, auf Wunsch wurden sie von RGS Automobile Components aber auch montiert.
Ein Werksprototyp von 1952 mit dem britischen Kennzeichen HBL 845 wurde am 27. Mai 2001 durch das Auktionshaus Coys für 154.000 DM versteigert.

### Shattocks’ eigener Rennsportwagen
Für sich selber baute Shattocks bereits 1953 einen Rennsportwagen mit 16-Zoll-Speichenrädern und Aluminium-Karosserie auf, welcher der einzige ohne Fiberglas-Aufbau bleiben sollte. Als Antrieb diente ein modifizierter Jaguar-C-Type-Rennmotor mit speziellen Ventilen, Warren-Pearce-Renn-Ansaugkrümmer sowie Trockensumpfschmierung und später drei Doppelvergaser SU HD8 statt H8. Shattocks fuhr den traditionell dunkelblau lackierten Wagen bis 1955 in Rennen. Das Fahrzeug existiert noch und präsentiert sich derzeit in British Racing Green mit gelben Streifen.

## Konkurrenten
Neben RGS Atalanta verfolgten die britischen Rennställe Cooper, HWM, Lister und Tojeiro ein ähnliches Konzept und setzten meist auch auf Jaguar-Motoren.